# الحرب الأهلية الثانية في ساحل العاج

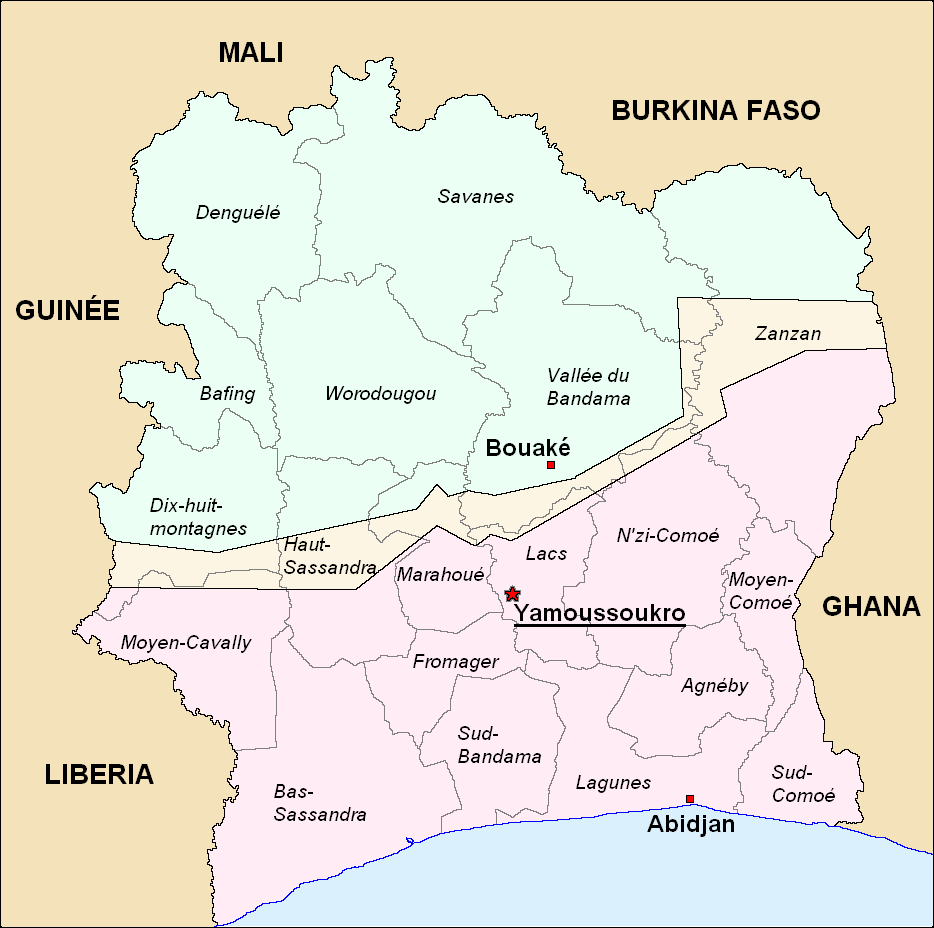
خريطة للمنطقة الآمنة التي تم تحديدها بعد الحرب الأهلية

اندلعت الحرب الأهلية الثانية في ساحل العاج في مارس 2011 حين تصاعدت الأزمة في ساحل العاج إلى نزاع عسكري شامل بين القوات الموالية للوران غباغبو، رئيس ساحل العاج منذ عام 2000، وأنصار المعترف به دوليًا الرئيس المنتخب الحسن واتارا. بعد أشهر من المفاوضات الفاشلة وأعمال العنف المتفرقة بين مؤيدي الجانبين، دخلت الأزمة مرحلة حرجة إذ سيطرت قوات واتارا على معظم البلاد بمساعدة الأمم المتحدة، مع تحصن غباغبو في أبيدجان، أكبر مدينة في البلاد. أبلغت المنظمات الدولية عن حالات عديدة لانتهاك حقوق الإنسان من كلا الجانبين، ولا سيما في مدينة دويكوي حيث قتلت قوات واتارا مئات الأشخاص. يقدر إجمالي عدد ضحايا النزاع بنحو 3000 قتيل. اتخذت الأمم المتحدة والقوات الفرنسية إجراءات عسكرية، إذ كان هدفها المعلن حماية قواتها ومدنييها. اعتقلت القوات الفرنسية غباغبو في مقر إقامته في 11 أبريل 2011.

## معلومات أساسية
اندلعت حرب أهلية في ساحل العاج بين عامي 2002 و2004 بين الرئيس آنذاك لوران غباغبو والقوات المتمردة الجديدة لساحل العاج، التي تمثل الشماليين المسلمين الذين شعروا بأنهم يتعرضون للتمييز أمام الجنوبيين المهيمنين سياسيًا والمسيحيين بمعظمهم.
في عام 2002، أرسلت فرنسا قواتها إلى ساحل العاج (العملية يونيكورن) على أنها قوات حفظ سلام. في فبراير 2004، أعدت الأمم المتحدة عملية الأمم المتحدة في ساحل العاج «لتيسير تنفيذ الأطراف الإيفوارية لاتفاق السلام الموقع عليه في يناير 2003». انتهى معظم القتال في أواخر عام 2004، مع انقسام البلاد بين الشمال الذي يسيطر عليه المتمردون والجنوب الذي تسيطر عليه الحكومة. في مارس 2007، وقع الجانبان اتفاقية لإجراء انتخابات جديدة، إلا أنها أُجلت حتى عام 2010، أي بعد خمس سنوات من انتهاء ولاية غباغبو كما هو مفترض.
بعد إعلان فوز المرشح الشمالي الحسن واتارا في انتخابات الرئاسة الإيفوارية لعام 2010 من قِبل اللجنة الانتخابية المستقلة في البلاد (سي إي آي)، أعلن رئيس المجلس الدستوري – حليف غباغبو – بأن النتائج باطلة وأن غباغبو هو الفائز. أعلن كل من غباغبو وواتارا الانتصار وأديا اليمين الدستورية الرئاسية.
أكد المجتمع الدولي، بما في ذلك الأمم المتحدة والاتحاد الإفريقي والمجموعة الاقتصادية لدول غرب إفريقيا (إيكواس) والاتحاد الأوروبي والولايات المتحدة والقوة الاستعمارية السابقة فرنسا، دعمه لواتارا، الذي كان «مُعترفًا، على نطاق عالمي تقريبًا، بهزيمته [لغباغبو] في صندوق الاقتراع»، ودعا غباغبو إلى التنحي. في 18 ديسمبر، أمر غباغبو جميع قوات حفظ السلام التابعة للأمم المتحدة بمغادرة البلاد. رفضت الأمم المتحدة ومدد مجلس الأمن تفويض بعثة الأمم المتحدة في ساحل العاج حتى 30 يونيو 2011. مع ذلك، فشلت مفاوضات حل النزاع في تحقيق نتيجة مرضية. قُتل مئات الأشخاص في أعمال العنف المتصاعدة بين أنصار غباغبو وأنصار واتارا وفر ما لا يقل عن مليون شخص، معظمهم من أبيدجان.

## النزاع
بعد الانتخابات المتنازع عليها، اندلعت أعمال عنف متفرقة، لا سيما في أبيدجان، حيث اشتبك أنصار واتارا بشكل متكرر مع القوات الحكومية والميليشيات. قيل إن قوات غباغبو كانت مسؤولة عن حملة اغتيالات وضرب وخطف ضد أنصار واتارا.
تصاعدت أعمال العنف خلال شهر مارس 2011 إذ وقع عدد من الحوادث في أبيدجان قُتل خلالها عشرات الأشخاص. في واحدة من أكثر الحوادث دموية، قُتل ما يصل إلى 30 شخصًا في 17 مارس في هجوم صاروخي على ضاحية موالية لواتارا في أبيدجان. أصدرت الأمم المتحدة بيانًا قالت فيه أن القصف «عملٌ ارتُكب ضد المدنيين ويمكن أن يشكل جريمة ضد الإنسانية». قُتل 52 شخصًا في أعمال عنف أخرى في أبيدجان بين 21 و26 مارس.
اندلع القتال أيضًا غرب ساحل العاج في نهاية فبراير 2011. وفي 25 فبراير، استولت القوات الجديدة على بلدتي زوان هونين وبينهوي قرب الحدود مع ليبيريا وسيطرت على بلدة توليبلو المجاورة في 7 مارس. سقطت بلدة دوكي في 12 مارس مع تقدم القوات الجديدة نحو بلولكين، والتي سيطرت عليها في 21 مارس بعد قتال عنيف.
في 28 مارس، شنت القوات الجديدة – يُطلق عليها حاليًا اسم القوات الجمهورية لساحل العاج – هجومًا واسع النطاق في جميع أنحاء البلاد. أصدر واتارا بيانًا أعلن فيه أن: «كل الطرق السلمية التي تؤدي لاعتراف لوران غباغبو بهزيمته قد استنفدت». احتُلت مدينتي دويكوي ودالوا في غرب البلاد من قِبل القوات الجمهورية لساحل العاج، وكذلك مدينتي بوندوكو وأبنغورو بالقرب من الحدود مع غانا في الشرق. في 30 مارس، جرى الاستيلاء على ياموسوكرو العاصمة السياسية لساحل العاج ومدينة سوبريه الغربية دون مقاومة تُذكر. سقطت مدينة سان بيدرو، أكبر ميناء لتصدير الكاكاو في العالم، أمام القوات الجمهورية لساحل العاج في الساعات الأولى من يوم 31 مارس وكذلك الأمر في مدينة ساساندرا الساحلية المجاورة. في نفس اليوم أمرت قوات واتارا بإغلاق حدود ساحل العاج مع الدول المجاورة.
في 30 مارس، صدر قرار مجلس الأمن رقم 1975 التابع للأمم المتحدة والذي حث، على وجه الخصوص، جميع الأطراف الإيفوارية على احترام إرادة الشعب وانتخاب الحسن واتارا رئيسًا لساحل العاج، على النحو الذي اعترفت به المجموعة الاقتصادية لدول غرب إفريقيا والاتحاد الإفريقي وسائر المجتمع الدولي، وأكد أن عملية الأمم المتحدة في ساحل العاج يمكن أن تستخدم «جميع التدابير اللازمة» ضمن تفويضها لحماية المدنيين المعرضين لتهديدٍ وشيك بالهجوم.
بحسب ما ورد تسبب القتال بأضرار جسيمة في بعض البلدات المتنازع عليها، والتي قيل أن السكان فروا منها بأعداد غفيرة. أُفيد بالعثور على أعداد كبيرة من القتلى بعد سيطرة قوات واتارا على مدن وسط ساحل العاج. في دويكوي وحدها، أُبلغ عن مقتل أكثر من 800 شخص، وفقًا للجنة الدولية للصليب الأحمر، إلا أن المسؤولية عن هذه المذابح لم تتضح. ذكرت حكومة واتارا أنه عُثر على العديد من المقابر الجماعية في «توليبلو وبلولكين وغيغلو، ومرتكبيها ليسوا سوى القوات الموالية للوران غباغبو ومرتزقته وميليشياته». مع ذلك، ألقت الأمم المتحدة مسؤولية العديد من الوفيات على القوات الجمهورية لساحل العاج.